# 磯部弘
磯部 弘（1961年10月25日—）為日本男性聲優。代表作是哈姆太郎的春名夢太郎，戰國無雙系列的雜賀孫市。

## 出演作品

### 電影
- 豈有此理（日语：バカヤロー! 私、怒ってます） 第二話「遠くてフラれるなんて」（1988年）
- トキワ荘の青春（1996年）
- 刑法第三十九條（1999年）
- 模仿犯（2002年）
- 湘南ものがたり（2013年）

### 電視動畫
- 酷妹當家－直木龍之介
- 網路安琪兒－東條舜
- 哈姆太郎－春名夢太郎
- 名偵探柯南－堤英輔、袴田恒夫
- 夢使者－春的父親
- 地獄少女 三鼎－吉岡俊夫

### OVA
- 機動戰士GUNDAM第08MS小隊－聲音A
- 代紋TAKE2－沖田務

### 電影動畫
- 機動戰士鋼彈 III　相逢宇宙篇－カムラン・ブルーム
- 名侦探柯南：业火的向日葵（东幸二）

### 遊戲作品
- 戰國無雙系列－雜賀孫市、旁白（1代時期）
- 無雙OROCHI系列－雜賀孫市
- 英雄傳說 軌跡系列－穆拉·范德爾
  - [PC][PSP]英雄傳說VI 空之軌跡
  - [PS VITA] 英雄傳說 碧之軌跡 Evolution
  - [PS VITA] 英雄傳說 閃之軌跡
- 時空幻境系列－レイス
- 九十九夜－ミーフィ

### 特攝影片
- 超人力霸王蓋亞－旁白

## 外部連結
- 青二Production官方介紹 （页面存档备份，存于） （日語）